# Landkreis Bad Doberan
Landkreis Bad Doberan var en Landkreis beliggende i delstaten Mecklenburg-Vorpommern i Tyskland, der fandtes fra 1994 til 2011.
Landkreisen lå ud til Østersøen og byen Rostock, og grænseede mod øst til Landkreis Nordvorpommern, til syd mod Landkreis Güstrow og til vest Landkreis Nordwestmecklenburg. Hovedbyen var Bad Doberan. I den sydlige del af området løber floden Warnow. Hovederhvervet i området er turisme i forbindelse med Østersøstrandene.

## Historie
Landkreis Bad Doberan blev dannet 12. Juli 1994 ved en fusion af de tidligere kreise Bad Doberan og Rostock-Land såvel som Amt Schwaan fra den tidligere Kreis Bützow. I årene efter 1994 var der i Landkreis Bad Doberan som i reste af delstaten Mecklenburg-Vorpommern store ændringer i den administrative opdeling.
De første og oprindelige 10 amter blev ved reformen 1. Januar 2005 sammenlagt til 8 amter. Byen Tessin mistede sin amtsfrihed, mens byen Kröpelin opnåede at blive amtsfri. Antallet af kommuner blev formindsket fra 85 til 64.
Ved landkreisreformen i 2011 blev landkreisen sammenlagt med Landkreis Güstrow til den nye Landkreis Rostock.

## Byer, amter og kommuner
indbyggertal er fra 31. december 2006
| Amtsfrie byer og kommuner - 1. Bad Doberan, Stadt * (11.375) - 2. Graal-Müritz (4.262) - 3. Kröpelin, Stadt (5.012) - 4. Kühlungsborn, Stadt (7.277) - 5. Neubukow, Stadt * (4.275) - 6. Sanitz (5.912) - 7. Satow (5.871) |

Amter med tilhørende kommuner og byer
| Administrationsby markeret med * | | |
| - 1. Amt Bad Doberan-Land [Administrationsby : Bad Doberan] 1. Admannshagen-Bargeshagen (2.859) 2. Bartenshagen-Parkentin (1.261) 3. Börgerende-Rethwisch (1.741) 4. Hohenfelde (839) 5. Nienhagen (1.776) 6. Reddelich (894) 7. Retschow (941) 8. Steffenshagen (500) 9. Wittenbeck (761) - 2. Amt Carbäk 1. Broderstorf * (3.053) 2. Klein Kussewitz (759) 3. Mandelshagen (267) 4. Poppendorf (752) 5. Roggentin (2.679) 6. Steinfeld (600) 7. Thulendorf (568) | - 3. Amt Neubukow-Salzhaff [Administrationsby : Neubukow] 1. Alt Bukow (543) 2. Am Salzhaff (510) 3. Bastorf (1.153) 4. Biendorf (1.294) 5. Carinerland (1.219) 6. Kirch Mulsow (360) 7. Rerik, Stadt (2.355) - 4. Amt Rostocker Heide 1. Bentwisch (2.567) 2. Blankenhagen (871) 3. Gelbensande * (1.783) 4. Mönchhagen (1.106) 5. Rövershagen (2.425) - 5. Amt Schwaan 1. Benitz (378) 2. Bröbberow (495) 3. Kassow (391) 4. Rukieten (337) 5. Schwaan, Stadt * (5.287) 6. Vorbeck (340) 7. Wiendorf (794) | - 6. Amt Tessin 1. Cammin (846) 2. Gnewitz (229) 3. Grammow (207) 4. Nustrow (164) 5. Selpin (541) 6. Stubbendorf (139) 7. Tessin, Stadt * (4.040) 8. Thelkow (499) 9. Zarnewanz (408) - 7. Amt Warnow-Ost 1. Damm (672) 2. Dummerstorf * (2.642) 3. Kavelstorf (1.217) 4. Kessin (1.494) 5. Lieblingshof (709) 6. Prisannewitz (619) - 8. Amt Warnow-West 1. Elmenhorst/Lichtenhagen (4.243) 2. Kritzmow * (3.235) 3. Lambrechtshagen (2.952) 4. Papendorf (2.463) 5. Pölchow (976) 6. Stäbelow (1.372) 7. Ziesendorf (1.377) |